# Saison 2017-2018 du FC Barcelone
Maillots
Chronologie
Saison précédente Saison suivante
La saison 2017-2018 du FC Barcelone est la 119e depuis la fondation du FC Barcelone. Elle fait suite à la saison 2016-2017 qui a vu le Barça remporter la Coupe d'Espagne.
Lors de la saison 2017-2018, le FC Barcelone est engagé dans quatre compétitions officielles : championnat d'Espagne, Ligue des Champions, Coupe d'Espagne et Supercoupe d'Espagne. Barcelone remporte deux de ces compétitions : le championnat et la Coupe d'Espagne (huitième doublé de son histoire).
L'été 2017 est marqué par le départ de Neymar et les arrivées des joueurs Ousmane Dembélé et Paulinho et de l'entraîneur Ernesto Valverde. Lors du mercato d'hiver, le club recrute Philippe Coutinho et Yerry Mina.

## Pré-saison

### Mai

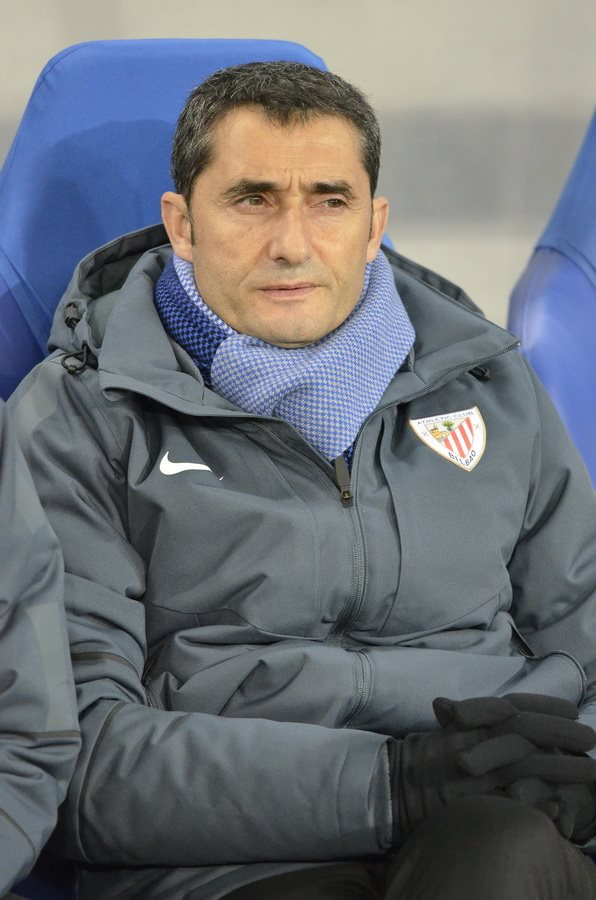
Ernesto Valverde succède à Luis Enrique au poste d'entraîneur.

Le 29 mai, le club annonce l'arrivée d'Ernesto Valverde qui succède à Luis Enrique au poste d'entraîneur.

### Juillet
Le 7 juillet, Jérémy Mathieu annonce son départ après 3 saisons passées au club et rejoint le Sporting Portugal
Le 13 juillet, le club annonce l'arrivée de l'international portugais Nélson Semedo qui joue au poste de latéral droit.
Le 22 juillet, Barcelone bat la Juventus 2 à 1 (doublé de Neymar) au MetLife Stadium d'East Rutherford dans le cadre de l'International Champions Cup.
Le 26, Barcelone bat Manchester United 1 à 0 (but de Neymar) au FedEx Field de Washington dans le cadre de l'International Champions Cup.
Le 29 juillet 2017, le FC Barcelone bat 3 à 2 le Real Madrid au Hard Rock Stadium de Miami (buts de Messi, Rakitić et Piqué) toujours dans le cadre de l'International Champions Cup. C'est la deuxième fois dans l'histoire qu'un Clásico a lieu hors du territoire espagnol. La première Clàsico a l'étranger a eu lieu au 30 mai 1982 au Venezuela et le dernier match amical entre Barcelone et Real Madrid remonte à 1991. Cette victoire permet à Barcelone de remporter l'International Champions Cup pour la première fois de son histoire.

## Saison 2017-2018

### Août

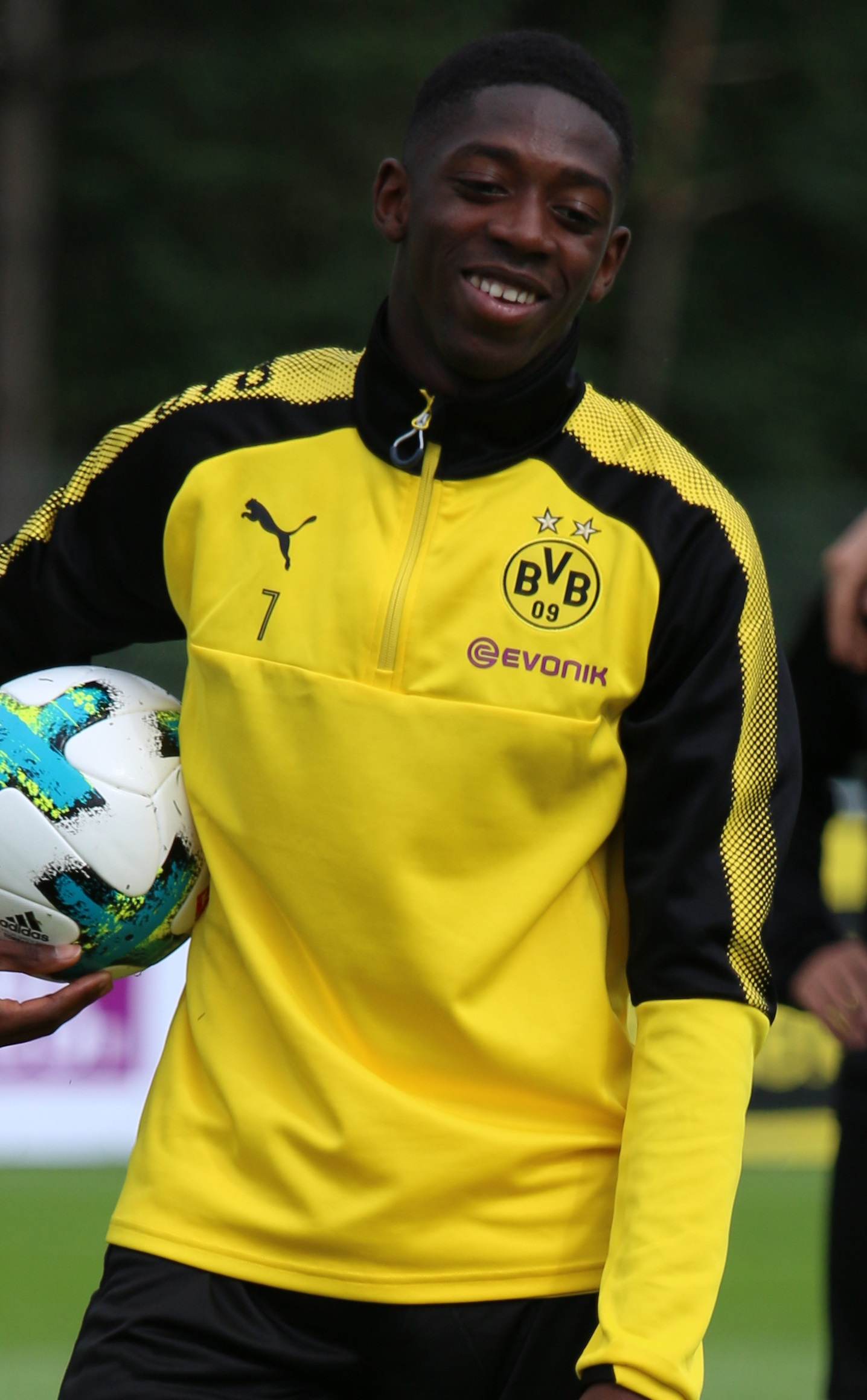
Ousmane Dembélé arrive au Barça en août 2017.

Le 2 août, la remontée du Barça face au PSG en match retour des huitièmes de finale de la Ligue des champions (6-1) permet au club d'être nommé aux Prix Laureus dans la catégorie Meilleur Moment Sportif de l'Année.
Le 3 août, les avocats de Neymar se rendent au siège du Barça afin de payer sa clause libératoire de 222 M€. Il s'agit du transfert le plus cher de l'histoire du football.
Le 4 août, Barcelone fait match nul 1 à 1 en match amical face au Gimnàstic de Tarragone au Nou Estadi sans Iniesta, Piqué, Messi, Rakitic et Luis Suarez.
Le 7 août, Barcelone joue au Camp Nou le traditionnel Trophée Gamper face aux Brésiliens du Chapecoense, club décimé par un crash aérien en novembre 2016. Les Catalans l'emportent 5 à 0 avec des buts de Gerard Deulofeu, Sergio Busquets, Lionel Messi, Luis Suárez et Denis Suárez.
Le 13 août, Barcelone perd 3 à 1 face au Real Madrid au Camp Nou lors du match aller de la Supercoupe d'Espagne. Messi est l'auteur de l'unique but des culés sur penalty
Le 14 août, le club annonce l'arrivée du milieu international brésilien Paulinho pour un montant de 40 M€ en provenance du club Chinois Guangzhou Evergrande.
Barcelone perd 2 à 0 le match retour de la Supercoupe d'Espagne le 16 août face au Real Madrid au stade Santiago Bernabéu.
Le 20 août, Barcelone commence le championnat d'Espagne en s'imposant 2 à 0 face au Real Betis Balompié au Camp Nou. Sergi Roberto et Tosca (contre son camp) sont les buteurs côté Blaugrana.
Le 25 août, le club annonce l'arrivée de l'attaquant international français Ousmane Dembélé. Il s'agit de l'achat le plus élevé de l'histoire du club (105 M€ plus des bonus en fonction des prestations du joueur et des titres remportés). Sa clause libératoire s'élève à 400 M€. Il devient le 22e Français de l'histoire du club.
Le 26 août, Barcelone s'impose 2 à 0 sur le terrain du Deportivo Alavés grâce à deux buts de Lionel Messi (2e journée du championnat).

### Septembre
Le 9 septembre, Barcelone bat 5 à 0 le RCD Espanyol au Camp Nou (3e journée de championnat). Lionel Messi inscrit les trois premiers buts. Ousmane Dembélé débute sous ses nouvelles couleurs et donne une passe décisive à Luis Suárez pour le cinquième but. Barcelone prend la tête du classement et compte quatre points d'avance sur le Real et l'Atlético Madrid.
Le 12 septembre, Barcelone bat 3 à 0 la Juventus Turin au Camp Nou au cours de la première journée de la phase de groupes de la Ligue des champions. Messi ouvre la marque juste avant la mi-temps, Rakitic marque le deuxième but et Messi clôt le score.
Le 16 septembre, le Barça l'emporte 2 à 1 sur le terrain du néo-promu Getafe CF (4e journée de championnat). Getafe ouvre la marque en 1re mi-temps mais le Barça renverse le score après la pause avec des buts de Denis Suárez et Paulinho. Ousmane Dembélé, touché aux ischio-jambiers, sera indisponible durant 3 mois.
Le 19 septembre, Barcelone bat 6 à 1 Eibar au Camp Nou (5e journée de championnat). Messi inscrit quatre buts, tandis que Paulinho et Denis Suárez en marquent un chacun. Barcelone compte sept points d'avance sur le Real Madrid tenu en échec par le Real Betis Balompié à domicile.
Le 23 septembre, le Barça enchaîne sa septième victoire consécutive toutes compétitions confondues en venant à bout (3-0) du néo-promu Girona FC au stade Montilivi (6e journée de championnat). Luis Suárez, qui joue son 100e match en Liga, marque son 87e but dans cette compétition.
Le 27 septembre, Barcelone bat 1 à 0 le Sporting CP grâce à un but contre son camp de Sebastián Coates au Stade José Alvalade de Lisbonne (2e journée de la Ligue des champions).

### Octobre
Le 1er octobre, Barcelone bat 3 à 0 Las Palmas (buts de Lionel Messi et Sergio Busquets) au Camp Nou (7e journée de championnat).
Le 14 octobre, après 9 victoires consécutives toutes compétitions confondues, Barcelone fait match nul 1 à 1 sur la pelouse de l'Atlético Madrid (8e journée de championnat). Luis Suarez est l'auteur du but des Catalans.
Le 18 octobre, le Barça bat 3 à 1 Olympiakos au Camp Nou (3e journée de la Ligue des champions). Messi, Digne et Nikolaou contre son camp sont les buteurs côté Blaugrana.
Le 21 octobre, Barcelone bat 2 à 0 Málaga CF (buts d'Iniesta et Deulofeu) au Camp Nou (9e journée de championnat).
Le 24 octobre, Barcelone bat 3 à 0 le Real Murcie, une équipe de Segunda División B au Stade de la Nueva Condomina lors du match aller du 16e de finale de la Coupe d'Espagne. Le jeune attaquant José Arnáiz débute en équipe première et marque un but.
Le 28 octobre, Barcelone s'impose 2 à 0 sur le terrain de l'Athletic Bilbao grâce à des buts de Messi et Paulinho (10e journée de championnat). Barcelone compte désormais quatre points d'avance sur Valence et huit sur le Real Madrid.
Le 31 octobre, Barcelone fait match nul 0 à 0 face à l'Olympiakos au stade Karaïskaki d'Athènes (4e journée de la Ligue des champions).

### Novembre
Le 4 novembre, Barcelone bat 2 à 1 le Séville FC au Camp Nou grâce à deux buts de Paco Alcácer (11e journée de championnat). Messi joue son 600e match officiel sous le maillot blaugrana (426 victoires).
Le 18, Barcelone bat 3 à 0 le CD Leganés au stade de Butarque avec un doublé de Luis Suárez et un but de Paulinho (12e journée de championnat). Le Barça compte désormais dix points d'avance au classement sur le Real Madrid.
Le 22, le Barça fait match nul 0 à 0 à Turin face à la Juventus (5e journée de la Ligue des champions). Le Barça assure la première place du groupe et se qualifie pour les huitièmes de finale.
Le 25, Lionel Messi renouvelle son contrat avec le club jusqu'en 2021 avec une clause de départ de 700 M€.
Le 26, Barcelone obtient un match nul 1 à 1 face au deuxième du classement Valence CF au stade de Mestalla (13e journée de championnat). Sur un tir de Lionel Messi en 1re mi-temps, l'arbitre ne voit pas que le ballon est largement rentré dans le but.
Le 29, le Barça bat 5 à 0 le Real Murcie lors du match retour de 16e de finale de la Coupe d'Espagne. Ernesto Valverde fait débuter deux jeunes, le milieu de terrain Oriol Busquets et le défenseur central David Costas.

### Décembre
Le 2, Barcelone concède un nul 2 à 2 face au Celta de Vigo au Camp Nou (14e journée de championnat).
Le 5, le Barça qui est déjà assuré de terminer premier de son groupe bat 2 à 0 le Sporting CP au Camp Nou (6e journée de la Ligue des champions).
Le 10, Barcelone s'impose 2 à 0 face à Villarreal CF au stade de la Cerámica grâce à des buts de Luis Suárez et Lionel Messi (15e journée de championnat).
Le 17, le Barça bat 4 à 0 le Deportivo La Corogne au Camp Nou avec deux doublés de Luis Suárez et Paulinho (16e journée de championnat).
Le 23, lors du Clásico, Barcelone s'impose 3 à 0 face au Real Madrid au stade Santiago Bernabéu grâce à des buts de Luis Suárez, Lionel Messi et Aleix Vidal (17e journée de championnat). Avec cette victoire, Barcelone est champion d'hiver et compte 14 points d'avance sur le Real Madrid. Le match est programmé à 13 heures afin de conquérir l'audience asiatique. Avec 650 millions de téléspectateurs, il s'agit du match de clubs le plus regardé au monde.

### Janvier

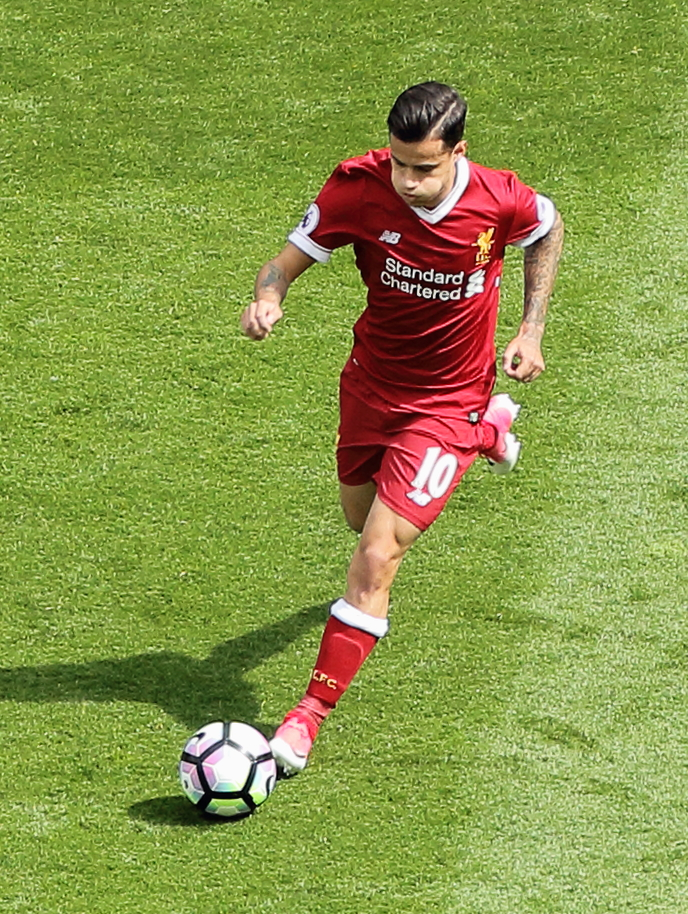
Philippe Coutinho arrive au Barça en janvier 2018.

Le 4 janvier, Barcelone fait match nul 1 à 1 face au Celta de Vigo au Stade de Balaídos avec un but du jeune José Arnáiz (1/8e de finale aller de la Coupe d'Espagne). L'attaquant français Ousmane Dembélé fait son retour dans l'équipe après plus de trois mois d'absence.
Le 6, le club annonce l'arrivée de l'international brésilien Philippe Coutinho pour un montant de 120 M€ (+ 40 M€ variables). Coutinho ne pourra jouer que la Liga et la Coupe d'Espagne au cours de cette saison car il a déjà joué la Ligue des champions avec Liverpool.
Le 7, Barcelone bat 3 à 0 Levante UD au Camp Nou avec des buts de Lionel Messi, Luis Suárez et Paulinho (18e journée de championnat). Il s'agit du 400e match en première division de Messi (365 buts). José Arnáiz débute en première division.
Le 11, Barcelone bat 5 à 0 le Celta de Vigo au Camp Nou, avec un nouveau récital de Lionel Messi (1/8e de finale retour de la Coupe d'Espagne). Le même jour, le club annonce l'arrivée du défenseur central colombien Yerry Mina.
Le 13, Barcelone prête l'international turc Arda Turan au İstanbul Başakşehir pour une durée de deux ans et demi (jusqu'à la fin de son contrat).
Le 14, Barcelone bat 4 à 2 la Real Sociedad au Stade d'Anoeta (19e journée de championnat). Cela faisait plus de dix ans que Barcelone ne gagnait pas à Anoeta (depuis le 5 mai 2007). Le Barça boucle le premier tour du championnat avec un total de 51 points (16 victoires, 3 nuls, aucune défaite), soit une avance de 9 points sur l'Atlético de Madrid, de 11 sur Valence et de 19 sur le Real Madrid.
Le 17, Barcelone perd 1 à 0 face au RCD Espanyol au stade Cornellà-El Prat (1/4 aller de la Coupe d'Espagne). Le RCD Espanyol met ainsi fin à la série de 29 matches sans défaite du Barça.
Le 19, Rafinha est prêté à l'Inter de Milan avec option d'achat.
Le 21, le Barça s'impose 5 à 0 sur le terrain du Real Betis (20e journée de championnat).
Le 24, l'Argentin Javier Mascherano quitte le club après huit saisons au Barça.
Le 25, Barcelone bat 2 à 0 le RCD Espanyol au Camp Nou (1/4 retour de la Coupe d'Espagne) obtenant ainsi son billet pour les demi-finales pour la huitième fois consécutive. Philippe Coutinho fait ses débuts en entrant en 2e mi-temps.
Le 28, Barcelone bat 2 à 1 le Deportivo Alavés au Camp Nou (21e journée de championnat). Lionel Messi donne la victoire au Barça d'un superbe coup franc à quelques minutes de la fin du match.

### Février
Le 1er février, Barcelone bat 1 à 0 Valence CF au Camp Nou en demi-finale aller de la Coupe d'Espagne.
Le 4, Barcelone obtient un nul 1 à 1 lors du derby barcelonais au Stade Cornellà-El Prat face au RCD Espanyol (22e journée de championnat).
Le 8, le Barça s'impose 2 à 0 lors de la demi-finale retour de la Coupe d'Espagne sur le terrain de Valence CF. Barcelone se qualifie pour la finale qui a lieu le 21 avril. Philippe Coutinho inscrit son premier but et le défenseur Yerry Mina fait ses débuts.
Le 11, Barcelone concède un nul 0 à 0 face à Getafe CF au Camp Nou (23e journée de championnat). L'Atlético de Madrid revient à sept points au classement.
Le 17, le Barça gagne 2 à 0 face à Eibar au Stade d'Ipurúa (24e journée de championnat).
Le 20, Barcelone obtient le nul 1 à 1 grâce à un but de Lionel Messi face à Chelsea FC à Stamford Bridge lors du match aller de 1/8e de finale de la Ligue des champions. C'est le premier but de Messi face à Chelsea en neuf rencontres.
Le 24, Barcelone bat 6 à 1 Gérone FC au Camp Nou (25e journée de championnat). C'est le 32e match d'affilée sans défaite du Barça en championnat, en comptant les sept dernières journées de la saison passée. Barcelone améliore ainsi la meilleure série de son histoire qui datait de la saison 2010-2011.

### Mars
Le 1er mars, le Barça fait match nul 1 à 1 face à l'UD Las Palmas au Stade de la Grande Canarie (26e journée de championnat). L'Atlético de Madrid revient à cinq points au classement.
Le 4 mars, lors du match au sommet de la Liga, Barcelone bat 1 à 0 l'Atlético de Madrid au Camp Nou grâce à un but de Lionel Messi sur coup franc (27e journée de championnat).
Le 10, Barcelone s'impose 2 à 0 face au Málaga CF au Stade de la Rosaleda (28e journée de championnat) grâce à des buts de Luis Suárez et Philippe Coutinho. Lionel Messi est absent en raison de la naissance de son troisième fils.
Le 11 mars 2018, le FC Barcelone annonce l'arrivée du milieu de terrain brésilien Arthur pour juillet 2018. Le montant du transfert s'élève à 30 M€, plus 9 en variables.
Le 14, Barcelone bat 3 à 0 Chelsea au Camp Nou lors du match retour de 1/8e de finale de la Ligue des champions. Lionel Messi inscrit deux buts et atteint ainsi les 100 buts en Ligue des champions. Il donne aussi une passe décisive qui permet à Ousmane Dembélé de marquer son premier but sous les couleurs du Barça. Barcelone jouera les quarts de finale de la Ligue des champions pour la onzième année consécutive.
Le 18, Barcelone bat 2 à 0 l'Athletic Bilbao au Camp Nou grâce à des buts de Paco Alcácer et Lionel Messi (29e journée de championnat). Barcelone compte onze points d'avance sur le deuxième au classement, l'Atlético Madrid.
Le championnat fait une pause de quinze jours car l'équipe d'Espagne joue deux matches amicaux face à l'Allemagne et l'Argentine en vue de la Coupe du monde.
Le 31, Barcelone fait match nul 2 à 2 face au Séville FC au Stade Sanchez Pizjuan (30e journée de championnat). Alors que le Barça est mené 2 à 0 à trente minutes de la fin, l'entrée de Lionel Messi change la physionomie du match (Suárez puis Messi concrétisent les buts de la remontée). Il s'agit du 37e match sans défaite du Barça en championnat.

### Avril
Le 4 avril, Barcelone bat 4 à 1 l'AS Roma au Camp Nou lors du match aller de 1/4 de finale de la Ligue des champions.
Le 7, Barcelone bat 3 à 1 Leganés au Camp Nou (31e journée de championnat). Lionel Messi inscrit les trois buts et consolide sa première place au classement des buteurs (29 buts). Barcelone égale le record d'invincibilité en championnat (38 matches) détenu par la Real Sociedad depuis la saison 1979-1980.
Le 10 avril, le Barça joue face à l'AS Roma le match retour de 1/4 de finale de la Ligue des champions. Barcelone tente d'atteindre les demi-finales de la Ligue des champions pour la seizième fois de son histoire mais est battu 3 à 0 par la Roma. C'est la troisième fois d'affilée que Barcelone est éliminé au stade des quarts de finale.
Le 14, le Barça bat 2 à 1 Valence CF au Camp Nou (32e journée de championnat). Barcelone bat le record d'invincibilité en championnat (39 matches sans défaite) et maintient sa confortable avance de onze points sur l'Atlético Madrid.
Le 17, Barcelone fait match nul 2 à 2 face au Celta de Vigo au Stade de Balaídos avec des buts d'Ousmane Dembélé et Paco Alcácer (33e journée de championnat).
Le 21 avril, Barcelone remporte la finale de la Coupe d'Espagne en battant 5 à 0 le Séville FC au stade Wanda Metropolitano de Madrid. À la mi-temps, le score est déjà de 3 à 0. Andrés Iniesta est particulièrement étincelant. Il s'agit de la cinquième finale consécutive du Barça dans cette compétition, ce qui est un record. Barcelone remporte le trophée pour la quatrième fois consécutive.
Le match du 22 avril face au Villarreal CF est reporté au 9 mai (34e journée de championnat).
Le 27 avril, le capitaine Andrés Iniesta annonce son départ du club après seize saisons en équipe première.
Le 29, Barcelone bat 4 à 2 le Deportivo La Corogne au Stade de Riazor (35e journée de championnat). Lionel Messi marque trois buts. Le Barça est officiellement champion d'Espagne pour la 25e fois. Il s'agit du huitième doublé championnat/Coupe d'Espagne de l'histoire du club après ceux de 1952, 1953, 1959, 1998, 2009, 2015 et 2016.

### Mai
Le 6 mai, Barcelone fait match nul 2 à 2 face au Real Madrid au Camp Nou (36e journée de championnat) et parvient ainsi à maintenir son invincibilité (42 matches sans défaite en Liga).
Le 9, Barcelone bat 5 à 1 Villarreal CF au Camp Nou (match en retard de la 34e journée de championnat). Ousmane Dembélé inscrit deux buts et donne une passe décisive, tandis que Lionel Messi consolide sa première place au classement du Soulier d'or européen avec un nouveau but (son 34e en Liga).
Le 13, le Barça privé de Lionel Messi perd 5 à 4 face à Levante UD au Stade Ciudad de Valencia (37e journée de championnat). Philippe Coutinho inscrit trois buts. La série de matches sans défaite en Liga s'arrête à 43.
Le 16 mai, Barcelone bat 3 à 1 le Mamelodi Sundowns lors d'un match amical au First National Bank Stadium de Johannesburg dans le cadre du centenaire de Nelson Mandela. C'est dans ce stade qu'Andrés Iniesta marque en 2010 le but décisif qui donne la victoire à l'Espagne en finale de la Coupe du monde.
Le 20, Barcelone bat 1 à 0 la Real Sociedad au Camp Nou (38e journée de championnat). Il s'agit du dernier match d'Andrés Iniesta avec Barcelone. Lionel Messi remporte pour la cinquième fois le Trophée Pichichi de meilleur buteur du championnat et le Soulier d'or européen avec 34 buts.

## Transferts
| Nom               | Nationalité | Poste             | Forme                 | Période | Provenance/Destination | Division              |
| Arrivées          |             |                   |                       |         |                        |                       |
| Ousmane Dembélé   | France      | Attaquant         | 105 M€ (+ var. 40 M€) | été     | Borussia Dortmund      | Bundesliga            |
| Gerard Deulofeu   | Espagne     | Attaquant         | 12 M€                 | été     | Everton FC             | Premier League        |
| Marlon Santos     | Brésil      | Défenseur         | 5 M€                  | été     | Fluminense             | Brasileirão Chevrolet |
| Nélson Semedo     | Portugal    | Latéral droit     | 30 M€                 | été     | Benfica                | Liga NOS              |
| Paulinho          | Brésil      | Milieu            | 40 M€                 | été     | Guangzhou Evergrande   | Chinese Super League  |
| Philippe Coutinho | Brésil      | Milieu offensif   | 120 M€ (+ var. 40 M€) | hiver   | Liverpool FC           | Premier League        |
| Yerry Mina        | Colombie    | Défenseur central | 12 M€                 | hiver   | Palmeiras              | Serie A               |
| Départs           |             |                   |                       |         |                        |                       |
| Neymar            | Brésil      | Attaquant         | 222 M€                | été     | Paris Saint Germain    | Ligue 1               |
| Jérémy Mathieu    | France      | Défenseur         | Libre                 | été     | Sporting Portugal      | Liga NOS              |
| Jordi Masip       | Espagne     | Gardien           | Libre                 | été     | Real Valladolid        | Liga Santander        |
| Sergi Samper      | Espagne     | Milieu            | Prêt                  | été     | UD Las Palmas          | Liga Santander        |
| Marlon Santos     | Brésil      | Défenseur         | Prêt                  | été     | OGC Nice               | Ligue 1               |
| Douglas Pereira   | Brésil      | Défenseur         | Prêt                  | été     | Benfica                | Liga NOS              |
| Munir El Haddadi  | Espagne     | Attaquant         | Prêt                  | été     | Deportivo Alavés       | Liga Santander        |
| Arda Turan        | Turquie     | Milieu            | Prêt                  | hiver   | İstanbul Başakşehir    | Süper Lig             |
| Rafinha           | Brésil      | Milieu            | Prêt                  | hiver   | Inter Milan            | Calcio A              |
| Javier Mascherano | Argentine   | Défenseur         | 5,5 M€                | hiver   | Hebei Chine Fortune    | Chinese Super League  |
| Gerard Deulofeu   | Espagne     | Attaquant         | Prêt                  | hiver   | Watford Football Club  | Premier League        |

### Effectif 2017-2018
Ce tableau liste l'effectif professionnel du FC Barcelone actuel pour la saison 2017-2018.

## Compétitions

### Trophée Joan Gamper
| Date       | Adversaire  | Lieu                | Score | Buteurs                                                     |
| ---------- | ----------- | ------------------- | ----- | ----------------------------------------------------------- |
| 07/08/2017 | Chapecoense | Camp Nou, Barcelone | 5-0   | Deulofeu 5e, Busquets 11e, Messi 27e, Suárez 54e, Denis 74e |

### Supercoupe d'Espagne
| Date       | J.     | Adversaire  | Lieu                      | Score | Buteurs          |
| ---------- | ------ | ----------- | ------------------------- | ----- | ---------------- |
| 13/08/2017 | Aller  | Real Madrid | Camp Nou, Barcelone       | 1-3   | Messi 77e (pen.) |
| 16/08/2017 | Retour | Real Madrid | Santiago Bernabeu, Madrid | 2-0   |                  |

### Coupe du Roi
| Date       | Tour                 | Adversaire    | Lieu                             | Score | Buteurs                                                                    |
| ---------- | -------------------- | ------------- | -------------------------------- | ----- | -------------------------------------------------------------------------- |
| 24/10/2017 | 1/16e finale aller   | Real Murcie   | Nueva Condomina, Murcie          | 0-3   | Paco Alcácer 44e, Deulofeu 52e, Arnáiz 55e                                 |
| 29/11/2017 | 1/16e finale retour  | Real Murcie   | Camp Nou, Barcelone              | 5-0   | Paco Alcácer 16e, Piqué 56e, Aleix Vidal 60e, Denis Suarez 74e, Arnáiz 79e |
| 04/01/2018 | 1/8e aller           | Celta de Vigo | Stade de Balaídos, Vigo          | 1-1   | Arnáiz 15e                                                                 |
| 11/01/2018 | 1/8e retour          | Celta de Vigo | Camp Nou, Barcelone              | 5-0   | Messi 13e 15e, Alba 28e, Suárez 31e, I. Rakitic 87e                        |
| 17/01/2018 | 1/4 de finale aller  | RCD Espanyol  | Stade Cornellà-El Prat, Cornellà | 1-0   |                                                                            |
| 25/01/2018 | 1/4 de finale retour | RCD Espanyol  | Camp Nou, Barcelone              | 2-0   | Suárez 9e, Messi 25e                                                       |
| 01/02/2018 | 1/2 finale aller     | Valence CF    | Camp Nou, Barcelone              | 1-0   | Suárez 66e                                                                 |
| 08/02/2018 | 1/2 finale retour    | Valence CF    | Mestalla, Valence                | 0-2   | Coutinho 49e, I. Rakitic 82e                                               |
| 21/04/2018 | Finale               | Séville FC    | Estadio Metropolitano, Madrid    | 0-5   | Suárez 14e 40e, Messi 31e, Iniesta 52e, Coutinho 69e (pen.)                |

| Copa del Rey Vainqueur 2017-2018 |
| -------------------------------- |
| FC Barcelone 30e Titre           |

### Liga Santander

#### Calendrier
| Date       | J.  | Adversaire           | Lieu                                          | Score | Buteurs                                                  |
| ---------- | --- | -------------------- | --------------------------------------------- | ----- | -------------------------------------------------------- |
| 20/08/2017 | 1re | Real Betis           | Camp Nou, Barcelone                           | 2-0   | Toșca 37e (csc), Roberto 39e                             |
| 26/08/2017 | 2e  | Deportivo Alavés     | Stade de Mendizorroza, Vitoria                | 0-2   | Messi 55e 66e                                            |
| 09/09/2017 | 3e  | RCD Espanyol         | Camp Nou, Barcelone                           | 5-0   | Messi 26e 35e 66e, Piqué 87e, Suárez 90e                 |
| 16/09/2017 | 4e  | Getafe CF            | Coliseum Alfonso Pérez, Getafe                | 1-2   | Denis 62e, Paulinho 84e                                  |
| 19/09/2017 | 5e  | SD Eibar             | Camp Nou, Barcelone                           | 6-1   | Messi 20e (pen.) 59e 62e 87e, Paulinho 38e , Denis 53e   |
| 23/09/2017 | 6e  | Girona FC            | Stade de Montilivi, Gérone                    | 0-3   | Aday 17e (csc), Iraizoz 48e (csc), Suárez 68e            |
| 01/10/2017 | 7e  | UD Las Palmas        | Camp Nou, Barcelone                           | 3-0   | Busquets 49e, Messi 70e 77e                              |
| 14/10/2017 | 8e  | Atlético Madrid      | Wanda Metropolitano, Madrid                   | 1-1   | Suárez 82e                                               |
| 21/10/2017 | 9e  | Málaga CF            | Camp Nou, Barcelone                           | 2-0   | Deulofeu 2e, Iniesta 55e                                 |
| 28/10/2017 | 10e | Athletic Bilbao      | Stade de San Mamés, Bilbao                    | 0-2   | Messi 36e , Paulinho 90e                                 |
| 04/11/2017 | 11e | Séville FC           | Camp Nou, Barcelone                           | 2-1   | Paco Alcácer 23e 65e                                     |
| 18/11/2017 | 12e | CD Leganés           | Stade de Butarque, Leganés                    | 0-3   | Suárez 28e 60e, Paulinho 90e                             |
| 26/11/2017 | 13e | Valence CF           | Stade de Mestalla, Valence                    | 1-1   | Alba 83e                                                 |
| 02/12/2017 | 14e | Celta de Vigo        | Camp Nou, Barcelone                           | 2-2   | Messi 22e, Suárez 63e                                    |
| 10/12/2017 | 15e | Villarreal CF        | Estadio de la Cerámica, Vila-real             | 0-2   | Suárez 72e, Messi 83e                                    |
| 17/12/2017 | 16e | Deportivo La Corogne | Camp Nou, Barcelone                           | 4-0   | Suárez 29e 47e, Paulinho 41e 75e                         |
| 23/12/2017 | 17e | Real Madrid          | Stade Santiago Bernabéu, Madrid               | 0-3   | Suárez 54e, Messi 64e (pen.), Aleix Vidal 90+3e          |
| 07/01/2018 | 18e | Levante UD           | Camp Nou, Barcelone                           | 3-0   | Messi 12e, Suárez 38e, Paulinho 90+3e                    |
| 14/01/2018 | 19e | Real Sociedad        | Stade d'Anoeta, Saint-Sébastien               | 2-4   | Paulinho 39e, Suárez 51e 71e, Messi 85e                  |
| 21/01/2018 | 20e | Real Betis           | Stade Benito-Villamarín, Séville              | 0-5   | I.Rakitic 59e,Messi 64e 80e, Suárez 69e 89e              |
| 28/01/2018 | 21e | Deportivo Alavés     | Camp Nou, Barcelone                           | 2-1   | Suárez 72e, Messi 84e                                    |
| 04/02/2018 | 22e | RCD Espanyol         | Stade Cornellà-El Prat, Cornellà de Llobregat | 1-1   | Piqué 82e                                                |
| 11/02/2018 | 23e | Getafe CF            | Camp Nou, Barcelone                           | 0-0   |                                                          |
| 17/02/2018 | 24e | SD Eibar             | Stade d'Ipurúa, Eibar                         | 0-2   | Suárez 16e, Alba 88e                                     |
| 24/02/2018 | 25e | Girona FC            | Camp Nou, Barcelone                           | 6-1   | Suárez 5e 44e 76e, Messi 30e 36e, Coutinho 66e           |
| 01/03/2018 | 26e | UD Las Palmas        | Estadio Gran Canaria, Las Palmas              | 1-1   | Messi 21e                                                |
| 04/03/2018 | 27e | Atlético Madrid      | Camp Nou, Barcelone                           | 1-0   | Messi 26e                                                |
| 11/03/2018 | 28e | Málaga CF            | Stade de La Rosaleda, Málaga                  | 0-2   | Suárez 15e, Coutinho 28e                                 |
| 18/03/2018 | 29e | Athletic Bilbao      | Camp Nou, Barcelone                           | 2-0   | Paco Alcácer 8e, Messi 30e                               |
| 31/03/2018 | 30e | Séville FC           | Stade Sanchez Pizjuan, Séville                | 2-2   | Suárez 88e, Messi 89e                                    |
| 07/04/2018 | 31e | CD Leganés           | Camp Nou, Barcelone                           | 3-1   | Messi 27e 32e 87e                                        |
| 14/04/2018 | 32e | Valence CF           | Camp Nou, Barcelone                           | 2-1   | Suárez 15e, Umtiti 51e                                   |
| 17/04/2018 | 33e | Celta de Vigo        | Stade de Balaídos, Vigo                       | 2-2   | Dembélé 36e, Paco Alcácer 64e                            |
| 09/05/2018 | 34e | Villarreal CF        | Camp Nou, Barcelone                           | 5-1   | Coutinho 11e, Paulinho 16e, Messi 45e, Dembélé 87e 90+3e |
| 29/04/2018 | 35e | Deportivo La Corogne | Stade de Riazor, La Corogne                   | 2-4   | Coutinho 7e, Messi 38e 82e 85e                           |
| 06/05/2018 | 36e | Real Madrid          | Camp Nou, Barcelone                           | 2-2   | Suárez 10e, Messi 52e                                    |
| 13/05/2018 | 37e | Levante UD           | Stade Ciutat de València, Valence             | 5-4   | Coutinho 38e 59e 64e, Suárez 71e (pen.)                  |
| 20/05/2018 | 38e | Real Sociedad        | Camp Nou, Barcelone                           | 1-0   | Coutinho 57e                                             |

#### Classement
Le classement est établi sur le barème de points classique (victoire à 3 points, match nul à 1, défaite à 0).
Pour départager les égalités, on tient d'abord compte des points en confrontations directes, puis de la différence de buts en confrontations directes, puis de la différence de buts générale, puis du nombre de buts marqués et enfin du nombre de point de Fair-Play.
| Rang | Équipe                | Pts | J  | G  | N  | P  | Bp | Bc | Diff |
| ---- | --------------------- | --- | -- | -- | -- | -- | -- | -- | ---- |
| 1    | FC Barcelone C        | 93  | 38 | 28 | 9  | 1  | 99 | 29 | +70  |
| 2    | Atlético de Madrid C3 | 79  | 38 | 23 | 10 | 5  | 58 | 22 | +36  |
| 3    | Real Madrid T SU S MC | 76  | 38 | 22 | 10 | 6  | 94 | 44 | +50  |
| 4    | Valence CF            | 73  | 38 | 22 | 7  | 9  | 65 | 38 | +27  |
| 5    | Villarreal CF         | 61  | 38 | 18 | 7  | 13 | 57 | 50 | +7   |
| 6    | Betis Séville         | 60  | 38 | 18 | 6  | 14 | 60 | 61 | -1   |
| 7    | Séville FC            | 58  | 38 | 17 | 7  | 14 | 49 | 58 | -9   |
| 8    | Getafe CF P           | 55  | 38 | 15 | 10 | 13 | 42 | 33 | +9   |
| 9    | SD Eibar              | 51  | 38 | 14 | 9  | 15 | 44 | 50 | -6   |
| 10   | Gérone FC P           | 51  | 38 | 14 | 9  | 15 | 50 | 59 | -9   |
| 11   | Espanyol Barcelone    | 49  | 38 | 12 | 13 | 13 | 36 | 42 | -6   |
| 12   | Real Sociedad         | 49  | 38 | 14 | 7  | 17 | 66 | 59 | +7   |
| 13   | Celta Vigo            | 49  | 38 | 13 | 10 | 15 | 59 | 60 | -1   |
| 14   | Deportivo Alavés      | 47  | 38 | 15 | 2  | 21 | 40 | 50 | -10  |
| 15   | Levante UD P          | 46  | 38 | 11 | 13 | 14 | 44 | 58 | -14  |
| 16   | Athletic Bilbao       | 43  | 38 | 10 | 13 | 15 | 41 | 49 | -8   |
| 17   | CD Leganés            | 43  | 38 | 12 | 7  | 19 | 34 | 51 | -17  |
| 18   | Deportivo La Corogne  | 29  | 38 | 6  | 11 | 21 | 38 | 76 | -38  |
| 19   | UD Las Palmas         | 22  | 38 | 5  | 7  | 26 | 24 | 74 | -50  |
| 20   | Málaga CF             | 20  | 38 | 5  | 5  | 28 | 24 | 61 | -37  |

Qualifications européennes
Ligue des champions 2018-2019
- 1er 2e 3e et 4e : phase de groupes

Ligue Europa 2018-2019
- 5e et 6e : phase de groupes
- 7e  : 2e tour de qualification

Relégation
- 18e, 19e et 20e : relégation en Liga 2

Abréviations
- T : Tenant du titre
- C : Vainqueur de la Coupe du Roi 2017-2018
- S : Vainqueur de la Supercoupe d'Espagne 2017
- SU : Vainqueur de la Supercoupe de l'UEFA 2017
- MC : Vainqueur du Mondial des clubs 2017
- P : Promus de Liga 2

Le 29 avril 2018 le FC Barcelone est champion.
| Liga BBVA Champion 2017-2018 |
| ---------------------------- |
| FC Barcelone 25e Titre       |

### Ligue des Champions de l'UEFA

#### Phase de groupes
| Date       | J.  | Adversaire  | Lieu                                | Score |                                          |
| ---------- | --- | ----------- | ----------------------------------- | ----- | ---------------------------------------- |
| 12/09/2017 | 1re | Juventus    | Camp Nou, Barcelone                 | 3-0   | Messi 45e 69e, I. Rakitic 56e            |
| 27/09/2017 | 2e  | Sporting CP | Estádio José Alvalade XXI, Lisbonne | 0-1   | Coates 49e (csc)                         |
| 18/10/2017 | 3e  | Olympiakos  | Camp Nou, Barcelone                 | 3-1   | Nikolaou 18e (csc), Messi 61e, Digne 64e |
| 31/10/2017 | 4e  | Olympiakos  | Stade Karaïskaki, Athènes           | 0-0   |                                          |
| 22/11/2017 | 5e  | Juventus    | Allianz Stadium, Turin              | 0-0   |                                          |
| 05/12/2017 | 6e  | Sporting CP | Camp Nou, Barcelone                 | 2-0   | Paco Alcácer 59e, Mathieu 90e (csc)      |

#### Classement
| Rang | Équipe       | Pts | J | G | N | P | Bp | Bc | Diff |
| ---- | ------------ | --- | - | - | - | - | -- | -- | ---- |
| 1    | FC Barcelone | 14  | 6 | 4 | 2 | 0 | 9  | 1  | +8   |
| 2    | Juventus     | 11  | 6 | 3 | 2 | 1 | 7  | 5  | +2   |
| 3    | Sporting CP  | 7   | 6 | 2 | 1 | 3 | 8  | 9  | -1   |
| 4    | Olympiakos   | 1   | 6 | 0 | 1 | 5 | 4  | 13 | -9   |

#### Phase finale

##### 1/8 de finale
| Date       | Tour      | Adversaire | Lieu                     | Score | Buteurs                   |
| ---------- | --------- | ---------- | ------------------------ | ----- | ------------------------- |
| 20/02/2018 | 8e aller  | Chelsea FC | Stamford Bridge, Londres | 1-1   | Messi 75e                 |
| 14/03/2018 | 8e retour | Chelsea FC | Camp Nou, Barcelone      | 3-0   | Messi 3e 63e, Dembélé 20e |

##### 1/4 de finale
| Date       | Tour       | Adversaire | Lieu                  | Score | Buteurs                                                      |
| ---------- | ---------- | ---------- | --------------------- | ----- | ------------------------------------------------------------ |
| 04/04/2018 | 1/4 aller  | AS Roma    | Camp Nou, Barcelone   | 4-1   | De Rossi 38e (csc), Manolas 55e (csc), Piqué 59e, Suárez 87e |
| 10/04/2018 | 1/4 retour | AS Roma    | Stade olympique, Rome | 3-0   |                                                              |

## Statistiques des buteurs
mis à jour le 20 mai 2018
| Place   | Nom                            | Liga | Coupe du Roi | Ligue des Champions | Supercoupe d'Espagne | TOTAL des buts |
| 1       | Messi                          | 34   | 4            | 6                   | 1                    | 45             |
| 2       | Luis Suárez                    | 25   | 5            | 1                   | 0                    | 31             |
| 3       | Coutinho                       | 8    | 2            | 0                   | 0                    | 10             |
| 4       | Paulinho                       | 9    | 0            | 0                   | 0                    | 9              |
| 5       | Paco Alcácer                   | 4    | 2            | 1                   | 0                    | 7              |
| 6       | Rakitic                        | 1    | 2            | 1                   | 0                    | 4              |
| 6       | Piqué                          | 2    | 1            | 1                   | 0                    | 4              |
| 6       | Dembélé                        | 3    | 0            | 1                   | 0                    | 4              |
| 7       | Denis Suarez                   | 2    | 1            | 0                   | 0                    | 3              |
| 7       | José Arnáiz                    | 0    | 3            | 0                   | 0                    | 3              |
| 7       | Alba                           | 2    | 1            | 0                   | 0                    | 3              |
| 8       | Aleix Vidal                    | 1    | 1            | 0                   | 0                    | 2              |
| 8       | Deulofeu                       | 1    | 1            | 0                   | 0                    | 2              |
| 8       | Iniesta                        | 1    | 1            | 0                   | 0                    | 2              |
| 9       | Busquets                       | 1    | 0            | 0                   | 0                    | 1              |
| 9       | Digne                          | 0    | 0            | 1                   | 0                    | 1              |
| 9       | Roberto                        | 1    | 0            | 0                   | 0                    | 1              |
| 9       | Umtiti                         | 1    | 0            | 0                   | 0                    | 1              |
| csc     | Toșca (Betis)                  | 1    | 0            | 0                   | 0                    | 1              |
| csc     | Aday (Gérone FC)               | 1    | 0            | 0                   | 0                    | 1              |
| csc     | Iraizoz (Gérone FC)            | 1    | 0            | 0                   | 0                    | 1              |
| csc     | Coates (Sporting CP)           | 0    | 0            | 1                   | 0                    | 1              |
| csc     | Mathieu (Sporting CP)          | 0    | 0            | 1                   | 0                    | 1              |
| csc     | Nikolaou (Olympiakos Le Pirée) | 0    | 0            | 1                   | 0                    | 1              |
| csc     | De Rossi (AS Rome)             | 0    | 0            | 1                   | 0                    | 1              |
| csc     | Manolas (AS Rome)              | 0    | 0            | 1                   | 0                    | 1              |
| Détails | 18 buteurs                     | 99   | 24           | 17                  | 1                    | 141            |

## Statistiques des passeurs
mis à jour le 20 mai 2018
| Place   | Nom           | Liga | Coupe du Roi | Ligue des Champions | Supercoupe d'Espagne | TOTAL des passes |
| 1       | Messi         | 12   | 4            | 2                   | 0                    | 18               |
| 2       | Suárez        | 12   | 2            | 3                   | 0                    | 17               |
| 3       | Alba          | 9    | 3            | 0                   | 0                    | 12               |
| 4       | Roberto       | 8    | 1            | 0                   | 0                    | 9                |
| 5       | Dembélé       | 6    | 1            | 0                   | 0                    | 7                |
| 6       | Coutinho      | 5    | 1            | 0                   | 0                    | 6                |
| 7       | Rakitic       | 5    | 0            | 0                   | 0                    | 5                |
| 7       | Iniesta       | 3    | 0            | 2                   | 0                    | 5                |
| 8       | Denis Suarez  | 2    | 2            | 0                   | 0                    | 4                |
| 8       | Busquets      | 4    | 0            | 0                   | 0                    | 4                |
| 9       | Aleix Vidal   | 1    | 2            | 0                   | 0                    | 3                |
| 9       | Paco Alcácer  | 3    | 0            | 0                   | 0                    | 3                |
| 10      | Deulofeu      | 1    | 1            | 0                   | 0                    | 2                |
| 10      | Digne         | 2    | 0            | 0                   | 0                    | 2                |
| 10      | Paulinho      | 2    | 0            | 0                   | 0                    | 2                |
| 11      | Nélson Semedo | 0    | 1            | 0                   | 0                    | 1                |
| 11      | André Gomes   | 0    | 1            | 0                   | 0                    | 1                |
| 11      | Vermaelen     | 1    | 0            | 0                   | 0                    | 1                |
| 11      | Mina          | 1    | 0            | 0                   | 0                    | 1                |
| Détails | 19 passeurs   | 77   | 19           | 7                   | 0                    | 103              |

## Récompenses et distinctions
Lionel Messi remporte pour la cinquième fois le trophée Pichichi de meilleur buteur du championnat d'Espagne (34 buts) ainsi que le Soulier d'or européen. Il gagne pour la sixième fois le Trophée Di Stéfano de meilleur joueur de la Liga.

## Joueurs en sélection nationale
Le 14 mai 2018, Paulinho et Philippe Coutinho font partie de la liste de joueurs brésiliens qui participent à la Coupe du monde en Russie. Côté français, Ousmane Dembélé et Samuel Umtiti sont convoqués par Didier Deschamps. Le sélectionneur espagnol Julen Lopetegui convoque Andrés Iniesta, Jordi Alba, Gerard Piqué et Sergio Busquets. Thomas Vermaelen est appelé par le sélectionneur de la Belgique, Roberto Martínez. Lionel Messi est convoqué par l'Argentine, Luis Suárez par l'Uruguay, Ivan Rakitic par la Croatie, Marc-André ter Stegen par l'Allemagne et Yerry Mina par la Colombie.
Un total de quatorze joueurs du Barça participent à la Coupe du monde.